# Чентро Комерчале (Удине)
Чентро Комерчале је насеље у Италији у округу Удине, региону Фурланија-Јулијска крајина.
Према процени из 2011. у насељу је живело 4 становника. Насеље се налази на надморској висини од 157 м.